# Ручко Гнат Омелянович
Гнат Омеля́нович Ручко́ (20 січня 1883, с. Великі Сорочинці, нині Полтавської області — 15 жовтня 1937, Київ) — український мікробіолог. Член-кореспондент Всеукраїнської академії наук (з 1934).

## Біографічні дані
У 17 років виїхав по найму до Кубані, де працював у заможних господарствах і рибальських артілях. 1914 року Ручка мобілізували до армії та відправили на німецький фронт. Займався самоосвітою, командири призначили його санітаром роти, 1916 року направлений до школи військових фельдшерів у Харкові. Курси закінчив 1918 р., продовжив службу в червоній армії. 1920 року демобілізується і вступає до робочого факультету в Харкові, 1921 р. — на другий курс Харківського медичного інституту.
1925 року закінчив Харківський медичний інститут. 1926 р. вступив до аспірантури, яку закінчив 1929 року із захистом дисертації. У 1926-29 роках виїжджав на епідемії черевного тифу та шигельозу до Макіївки, Юзівки, Луганська, робітничих селищ Донбасу.
Працював у Харківському науково-дослідному бактеріологічному інституті та в Берліні у бактеріологічному інституті імені Роберта Коха. Повернувшись з дворічного відрядження до Науково-дослідного інституту гігієни та імунології в Берліні, центру фагових досліджень у Німеччині, він у 1932 році перебрав на себе керівництво Інститутом імені Мечникова.  Наприкінці ранньої радянської політики піднесення національних культур і мов він заснував Український мікробіологічний журнал.
у 1933—1937 рр. — директор Київського бактеріологічного інституту. У травні 1934 року Ручко і Борисов провели широку профілактику дизентерії в Україні, і застосування фагів виявилося дієвішим за вакцини. Також Ручко з колегами успішно застосовували фаготерапію для лікування стафілококової інфекції в київських клініках хірургії, отоларингології, стоматології та дерматології. В інституті було одержано понад 40 бактеріофагів, як патогенних, так і непатогенних, зокрема стафілофаг до одного з гноєтворних мікробів, коклюшний бактеріофаг, бактеріофаг бруцельозної палички, кишкових інфекцій, які давали позитивні результати при лікуванні відповідних хвороб.
У 1936 році Гнат Ручко організував велику українську конференцію «Мінливість мікробів і бактеріофагія», яка зібрала мікробіологів з Української РСР і навіть з усього Радянського Союзу. Загалом було представлено сімдесят вісім доповідей, а участь у конференції взяв 301 делегат. Сесії, присвячені бактеріофагам, були присвячені як природі цього явища, так і його медичному використанню. У резолюції конференції залишилася певна невизначеність щодо природи фага, хоча більшість делегатів погодилися, що він у тій чи іншій формі утворюється з бактерій, і підкреслили необхідність його кращого очищення для фізичного і хімічного аналізу. Проте, коли мова зайшла про медичне застосування, резолюція закликала до «впровадження бактеріофаготерапії та профілактики в широку практику».
Конференція в Києві закріпила важливість бактеріофага для радянської мікробіології та міцний зв'язок між теоретичними й практичними дослідженнями, закладений в системі Інститутів мікробіології та епідеміології. Публікація матеріалів конференції, однак, з трагічних причин була відкладена до 1939 року. Під час сталінського Великого терору 1937 року Гнат Омелянович Ручко був заарештований та страчений як «ворог народу» і член «правотроцькістської організації в Україні». Серед дико абсурдних, але типових звинувачень, ретельно перелічених у справах НКВС, його звинуватили у «проведенні диверсій у мікробіології з використанням препаратів бактеріофага, виготовленні препаратів для бактеріологічної війни» та «вербуванні мікробіологів, невдоволених політикою партії». Реабілітований посмертно.

## Виноски
1. 1 2  Гамалія, В. М. (2010). Гнат Омелянович Ручко (1883-1937): Трагічна доля вченого. Мікробіологічний журнал. № 72, № 3. с. 66—74. ISSN 1028-0987. Процитовано 7 березня 2025.
2. ↑  Kaplan, A. S.; С, Каплан А. (11 березня 1941). Prevention of bacillary dysentery with bacteriophage in the USSR. Kazan medical journal (рос.). Т. 37, № 2. с. 73—75. doi:10.17816/kazmj57312. ISSN 2587-9359. Процитовано 7 березня 2025.
3. ↑  Karimova, Z. Kh; X, Каримова З. (29 серпня 1938). On the use of a bacteriophage in suppuration processes. Kazan medical journal (рос.). Т. 34, № 8-9. с. 916—924. doi:10.17816/kazmj59205. ISSN 2587-9359. Процитовано 7 березня 2025.
4. ↑  Гамалія, В. М. (2018). Довоєнний період діяльності відділу бактеріозів рослин Інституту мікробіології та епідеміології АН України. Studies in history and philosophy of science and technology. № 26-27. с. 37—43. ISSN 2617-1929. Процитовано 7 березня 2025.
5. ↑  Коваленко, Олексій Григорович; Підгорський, Валентин Степанович (18 листопада 2021). Від бактеріофага до вірусів рослин: Пам’яті відомих українських вірусологів В.Г. Дроботька і С.М. Московця. Вісник Національної академії наук України. № 11. doi:10.15407/visn2021.11.071.
6. 1 2  Мінливість мікробів і бактеріофагія. (PDF), Київ: Видавництво Академії Наук УРСР, 1939, процитовано 7 березня 2025
7. ↑  Гамалія, В. М. (2014). Історія досліджень феномену бактеріографії в Україні (ХХ століття). Вісник Національного технічного університету ХПІ. Серія : Історія науки і техніки (30): 54—60. ISSN 2079-0074.
8. ↑  Ручко, Гнат (1937). Конференція по бактеріофагії і мінливості мікробів. Український мікробіологічний журнал. Т. 4, номер 1. с. 185—188.
9. ↑  Следственное дело № 123 антисоветской право-троцкистской организации на Украине (начато 12 июля 1937 г., окончено 29 сентября 1937 г.). – 85 с. Центральний архів КДБ УРСР №. П-411737, люб'язно надано архівом Служби безпеки України (СБУ).